# Нетівот
Нетіво́т (івр. נתיבות) — невелике місто в Південному окрузі Ізраїлю.

## Загальні дані
Нетівот розташований у пустелі Негев на півдні Ізраїлю, на відстані 30 км від Ашкелона у західному напрямку і східніше від Беер-Шеви.
Станом на 2018 рік в місті проживало 35 631 мешканців.

## Історія міста
Нетівот бул засновано в 1956 році в рамках Програми освоєння і заселення північної частини пустелі Негев. Першими жителями міста стали євреї-репатріанти з країн Північної Африки (здебільшого з Марокко, а також меншою мірою з Тунісу). Саме вони і дотепер визначають «обличчя» міста. 

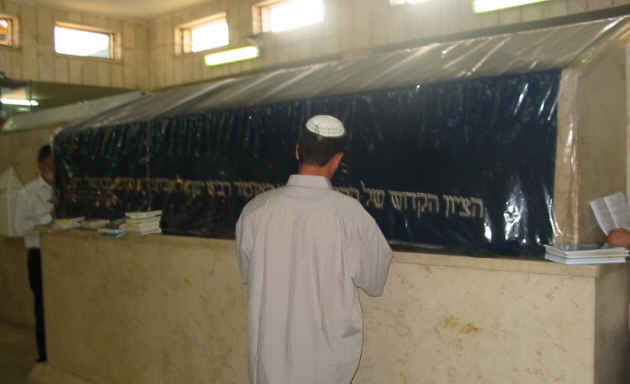
Поклоніння гробниці Баба Салі, 2006

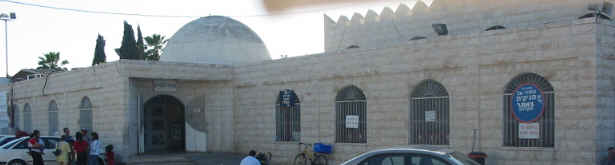
Будівля усипальниці Баба Салі, травень 2006

У період 1990—2000-х років в Нетівоті оселилось значне число (близько 5-6 тисяч осіб) вихідців із колишнього СРСР.
Невітот отримав міський статус у 2000 році, коли його населення досягло 20 тис. осіб.
Невітот відомий тим, що після своєї репатріації до Ізраїлю в ньому поселився видатний релігійний діяч Ісраель Абу Хаціра (1889-1984) відомий під ім'я Баба Салі (івр. אבא סאלי, тобто «батько, що молиться» або «Святий Ізраїль», з арабської). Вже за життя мудрець викликав хвилі паломництв до міста. 
Коли Баба Салі помер у 1984 році, його поховали у спеціально зведеній усипальниці, яка відтоді є місцем прощі євреїв, переважно з країн Магрибу. Чимало магрибських євреїв продовжує і дотепер оселятися в місті. Усипальницю, як і Стіну плачу в Єрусалимі, поділено на чоловічу і жіночі половини.
Впливовим лобі Нетівоту є община ультрарелігійних євреїв.

## Освіта
У Нетівоті діють 22 школи (4 243 учнів). З-поміж них 16 початкових шкіл (3 053 учні) і 11 вищих (старших) шкіл (1 190 учнів) — дані на кінець 2000-х років.
У місті діють чимало осередків і навчальних закладів релігійного спрямування.